# Campionats del món de ciclisme en ruta de 1976
Els Campionats del món de ciclisme en ruta de 1976 es disputaren el 4 i 5 de setembre de 1976 a Ostuni, Itàlia. Per culpa de la disputa dels Jocs Olímpics de Mont-real sols es disputaren les proves professionals individuals masculina i femenina.

## Resultats
| Proves :                         | Or                                     | Or         | Argent                   | Argent | Bronze                    | Bronze |
| Masculines                       |                                        |            |                          |        |                           |        |
| Cursa en línia masculina detalls | Freddy Maertens · Bèlgica              | 7h 06' 10" | Francesco Moser · Itàlia | m. t.  | Tino Conti · Itàlia       | + 11"  |
| Femenines                        |                                        |            |                          |        |                           |        |
| Cursa en línia femenina detalls  | Keetie van Oosten-Hage · Països Baixos | 1h 39' 14" | Luigina Bissoli · Itàlia | m. t.  | Yvonne Reynders · Bèlgica | m. t.  |

## Medaller
| Posició | País          | Or | Plata | Bronze | Total |
| 1       | Bèlgica       | 1  | 0     | 1      | 2     |
| 2       | Països Baixos | 1  | 0     | 0      | 1     |
| 3       | Itàlia        | 0  | 2     | 1      | 3     |
| Total   | Total         | 2  | 2     | 2      | 6     |